# Royal Flying Corps
Das Royal Flying Corps (RFC, deutsch: „königliches Fliegerkorps“) war die Fliegertruppe des britischen Heeres von 1912 bis 1918. Zusammen mit dem Royal Naval Air Service der britischen Marine entstand aus ihm die Royal Air Force.

## Geschichte

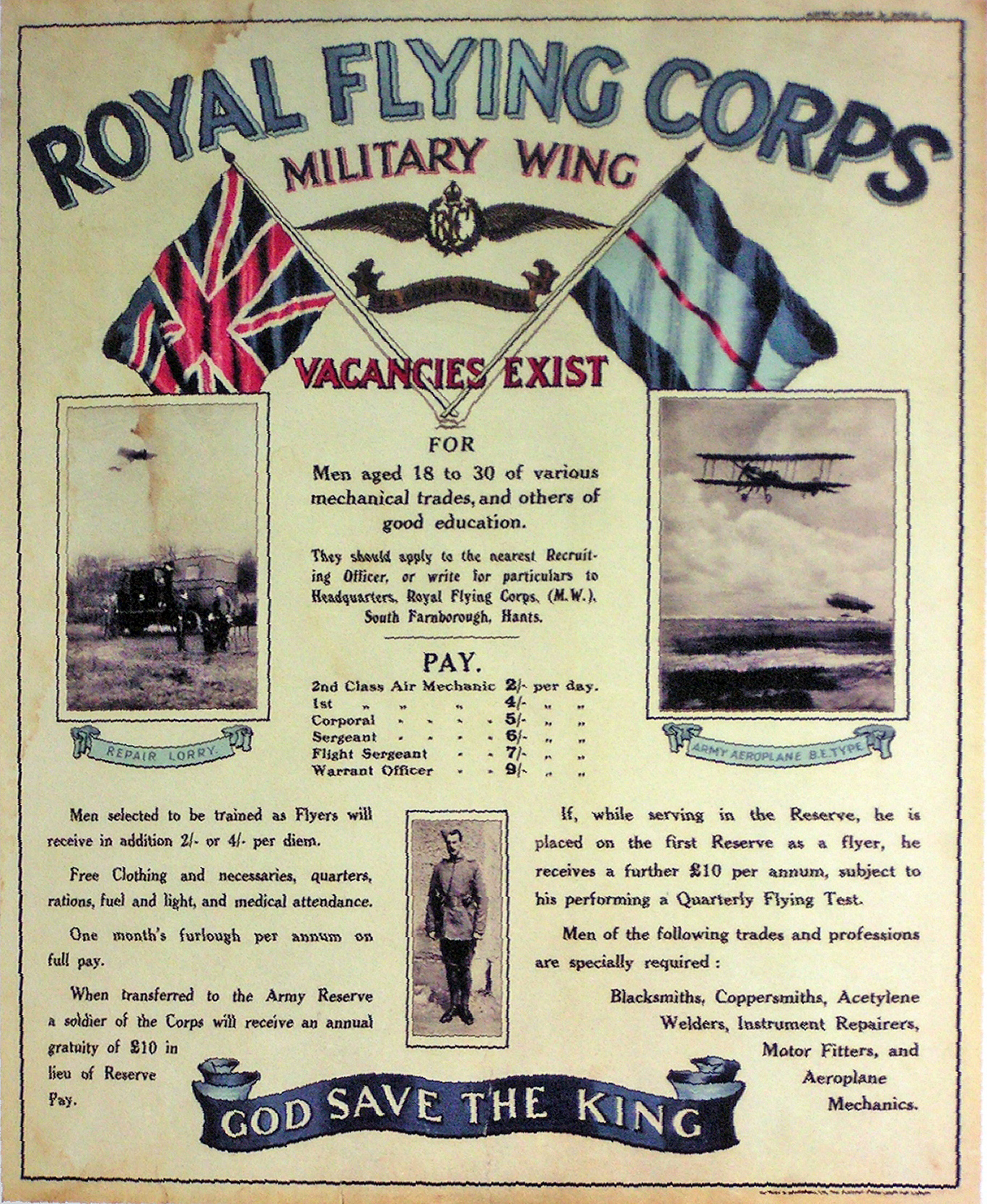
Rekrutierungsposter des Royal Flying Corps

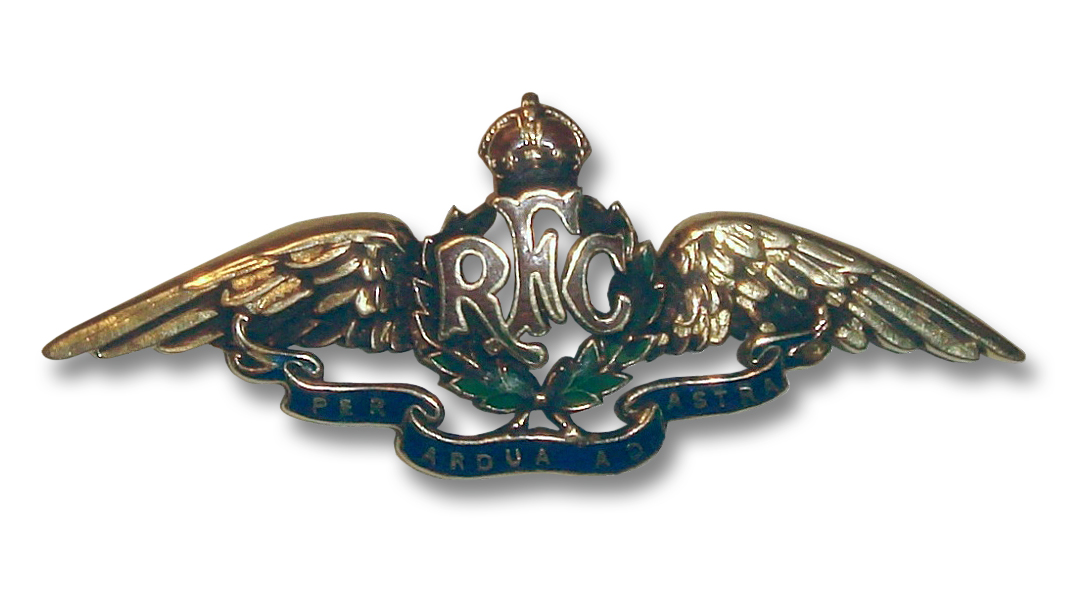
Brustabzeichen des RFC mit dem Motto „Per ardua ad astra“

### Gründungszeit
Im Mai 1890 wurde die Ballon-Einheit der Royal Engineers gegründet. In Eastchurch in der Grafschaft Kent eröffnete die britische Marine im Dezember 1911 eine Flugschule.
Auf Grund einer königlichen Anordnung gründete das britische Militär am 13. April 1912 das Royal Flying Corps, kurz RFC. Zum RFC gehörte eine Armee-, eine Marine- und eine Reserveeinheit, eine zentrale Flugschule in Upavon, Wiltshire, und die königlichen Flugzeugwerke in Farnborough. Am 13. Mai 1912 wurde die Ballon-Einheit der Royal Engineers dem RFC unterstellt.
Das Motto des RFC lautete Per Ardua ad Astra (Lateinisch: „Durch Schwierigkeiten zu den Sternen“). Es wurde später von der Royal Air Force und anderen Commonwealth-Luftstreitkräften, wie der RAAF, RNZAF und der früheren RCAF übernommen.
Am 5. Juli 1912 ereignete sich der erste tödliche Unfall des RFC, als in der Nähe von Stonehenge eine Doppelsitzermaschine abstürzte und beide Insassen dabei ums Leben kamen. Der später danach ausgegebene Befehl „Flying will continue this evening as usual“ wurde anschließend zur Tradition.
Im August wurde in Larkhill, Wiltshire, ein Wettbewerb durchgeführt, um das beste Flugzeug für die Belange des RFC zu ermitteln. Der Doppeldecker Bristol Tractor ging dabei als Gewinner hervor.
Das erste Manöver unter Einbeziehung von 24 Armeeflugzeugen fand im September in East Anglia statt.
Ende 1912 unterstanden dem Royal Flying Corps bereits 12 bemannte Ballons und 36 Doppeldecker-Kampfflugzeuge.
Die Marineeinheit des RFC wurde am 1. Juli 1914 unter dem Namen Royal Naval Air Service, kurz RNAS, abgespalten. Dies geschah, weil die Flugzeuge nicht unter der Kontrolle einer Abteilung des Heeres stehen sollten. Im September des Jahres wurden die ersten Geschwader aufgestellt. Um die Konflikte zwischen dem RFC und dem RNAS über die knappen Flugzeuge und Materialien zu entscheiden, wurde das Air Board am 17. Mai 1916 gegründet.
Im RFC dienten auch Soldaten aus anderen Commonwealth-Nationen wie Kanada, Australien, Neuseeland und Südafrika. Auch einige Amerikaner dienten noch vor Kriegseintritt der USA im RFC.

### Der Erste Weltkrieg

#### Verteilung der Luftstreitkräfte zu Beginn des Ersten Weltkriegs
| Nation            | Nation            | Flugzeuge | Luftschiffe |
| ----------------- | ----------------- | --------- | ----------- |
| Großbritannien    | RFC               | 84        | --          |
| Großbritannien    | RNAS              | 71        | 7           |
| Frankreich        | Frankreich        | 132       | 15          |
| Deutschland       | Deutschland       | 246       | 7           |
| Russland          | Russland          | 24        | 12          |
| Österreich-Ungarn | Österreich-Ungarn | 36        | 1           |

Quelle:

#### Entwicklung
Zu Beginn des Ersten Weltkriegs war das RFC hauptsächlich für den Einsatz bemannter Aufklärungsballons für die Artillerie an der Westfront verantwortlich. Die meisten Kampfeinsätze flog zu dieser Zeit die französische Luftwaffe, die zahlenmäßig den Briten an Flugzeugen weit überlegen war. Doch unter der starken Führung von Generalmajor Hugh Trenchard, der das Kommando in Frankreich am 19. August 1915 übernahm, steigerte das RFC seine Aktivitäten und errang unter schweren Verlusten zunehmend Kampferfolge. 1916 starben über 700 Mann, es war die höchste Rate während des Krieges.
Noch vor der Ankunft des RFC in Frankreich gab es die ersten Kriegsopfer: eine überladene Maschine, die sich bei Dover der Hauptflotte anschließen wollte, stürzte ab. Beide Flieger starben. Einer von ihnen war Lieutenant Robert R. Skene, der erste Brite, der einen Looping mit einem Flugzeug geflogen hatte. Kurz darauf überquerte das RFC mit 60 Flugzeugen der Staffeln 2, 3, 4 und 5 den Ärmelkanal.
Der erste britische Verwundete bei einem militärischen Flugeinsatz war Sergeant Major Jillings, der bei einem Aufklärungsflug über den deutschen Linien am 22. August 1914 von einem Gewehrschuss ins Bein getroffen wurde.
Am 25. August 1914 gelang der erste Erfolg im Luftkampf, bei dem eine deutsche Maschine vom Typ Etrich Taube zur Landung gezwungen wurde. Der Pilot konnte bis in einen nahen Wald verfolgt werden.
Schon früh experimentierten die Briten mit Funkgeräten in den Flugzeugen, da die Nachrichtenübermittlung vom Flugzeug zum Boden bisher nur mittels abgeworfener und eingesammelter Zettel funktionierte. So gaben die Piloten beispielsweise Korrekturen für den Artilleriebeschuss oder die Lage feindlicher Truppen bekannt. Die eingesetzten Geräte wogen allerdings zu viel und belegten im Flugzeug den Platz des zweiten Mannes. Zudem konnten die Geräte im Flugzeug nur senden, aber nicht empfangen. Rücksprache der Bodenstellen mit dem Piloten war also nicht möglich.
Der große Durchbruch war jedoch die Aufklärung der Lücke zwischen den deutschen Armeen. Dies ermöglichte es, den deutschen Vormarsch in der Marneschlacht zu stoppen.
Auch die Bedeutung von Luftaufnahmen wurde schnell erkannt und schon im September 1914 fotografierte die Besatzung eines britischen RFC-Aufklärers an der Aisne die feindlichen Stellungen. Die Aufnahmen wurden am Boden in einer fahrbaren Dunkelkammer entwickelt. Die Technik ermöglichte auch eine hohe Trefferquote bei der Bombardierung feindlicher Eisenbahnstrecken und von Kommandostellen während der britischen Offensive bei Neuve-Chapelle am 10. März 1915. Die Karten für die Piloten basierten auf vorher getätigten Luftaufnahmen.
Eine weitere wichtige Aufgabe des RFC war das Absetzen von Spionen hinter den feindlichen Linien. Die erste Aktion dieser Art misslang am 13. September 1915, weil die Maschine abstürzte und der Pilot wie auch der abzusetzende Spion schwer verwundet in deutsche Gefangenschaft gerieten.
Zu Beginn der Schlacht an der Somme, Mitte 1916, verfügte das RFC über 421 Flugzeuge und vier Fesselballon-Staffeln mit 14 Ballons. Zum ersten Mal wurde die Sopwith 1 ½ Strutter eingesetzt, die ein eingebautes Maschinengewehr besaß, das durch ein Unterbrechergetriebe mit dem Propeller synchronisiert war.
Als Zusammenschluss der Kommandos für Makedonien, Mesopotamien, Palästina und Deutsch-Ostafrika wurde am 15. Juli 1916 die Brigade Mittlerer-Osten unter Führung von Brigadegeneral W.G.H. Salmond gegründet.
Im März 1917 erreichte die einhundertste Staffel die Front. Dabei handelte es sich um die erste Nachtbombereinheit.
Während der Schlacht von Cambrai, Ende November 1917, warfen britische Maschinen Bomben auf feindliche Stellungen, um gegen Panzer gerichtete Geschütze auszuschalten.
Am 1. April 1918 wurde die Royal Air Force als Zusammenschluss aus RFC und RNAS gegründet.
Siehe auch: Der Luftkrieg im Ersten Weltkrieg

## Organisation
Die grundlegende Einheit des Royal Flying Corps war die Staffel (engl. Squadron), bestehend aus mehreren Schwärmen (engl. Flight). Eine Staffel wurde gewöhnlich von einem Major befehligt, ein Flight von einem Captain. Bei Kriegsbeginn verfügte das RFC über sieben Staffeln, zum Zeitpunkt der Gründung der RAF im April 1918 waren es über 150. Die Vermehrung der Staffeln führte Ende November 1914 zur Einführung von Wings (deutsches Äquivalent: Gruppe) als Zusammenfassung mehrerer Staffeln. Es wurden zunächst zwei Wings gebildet, No. 1 in Merville und No. 2 in Saint-Omer. Mit der Teilung der British Expeditionary Force in zwei Armeen wenig später wurde jeder Armee ein Wing zugeordnet.
Im Laufe der Zeit rückte man von der Idee ab, dass alle Staffeln dieselben Funktionen ausüben sollten und ging zu einer Spezialisierung über. Im Januar 1916 wurde entschieden, jeder Armee zwei Wings zuzuteilen, ein Corps Wing zur Unterstützung der Bodentruppen und ein Army Wing zur Verfügung des Armeeoberbefehlshabers mit Aufgaben wie Fernaufklärung, Luftkampf und Bombenangriffen. Corps und Army Wing wurden zu einer Brigade zusammengefasst, der außerdem eine Ballonsektion und ein Flugzeugpark unterstanden. Für den Einsatz an der Westfront wurden bis zur Gründung der RAF insgesamt acht Brigaden (nummeriert mit römischen Zahlen) aufgestellt (unter der RAF noch drei weitere), ferner zwei für den Kriegsschauplatz im Nahen Osten (Middle East Brigade und Palestine Brigade) sowie eine Training Brigade.
Die Oberbefehlshaber des RFC in Frankreich waren:
- David Henderson – August bis 22. November 1914
- Frederick Sykes – 22. November bis 20. Dezember 1914
- David Henderson – 20. Dezember 1914 bis 25. August 1915
- Hugh Trenchard – 25. August 1915 bis 3. Januar 1918
- John Salmond – 3. Januar 1918 bis 1. April 1918/4. Januar 1919 (RAF)

## Markierungen
Zu Kriegsbeginn (1914–1915) waren die britischen Flugzeuge mit dem Union Jack markiert, was zu häufigem Friendly fire führte, da britische Bodentruppen das Kreuz aus der Entfernung mit dem Kreuz auf deutschen Flugzeugen verwechselten und auf die Maschinen feuerten. Daher übernahm das RFC ab 1915 die runde Flugzeugkokarde der französischen Flugzeuge mit einer geänderten (umgekehrten) Farbfolge. 1916 wurde bei gleicher Form eine hellere (kontrastreichere) Farbgebung eingeführt. Nachdem man begann, die Flugzeuge mit Tarnanstrichen auszustatten, wurde um die Außenseite der Kokarde herum ein weißer Umriss hinzugefügt. Später im Krieg wurde zusätzlich eine so genannte „night roundel“ für nachts operierende Flugzeuge (wie zum Beispiel den schweren Bomber Handley Page Type O) eingeführt, bei dem der auffällige weiße Kreis der „Tag“ -Markierung weggelassen wurde.
Um die Wahrscheinlichkeit von Verwechslungen weiter zu minimieren, wurden die Seitenruder der RFC-Flugzeuge so lackiert, dass sie zu den verbündeten Franzosen passten, mit den blauen, weißen und roten Streifen – von vorne (Ruderscharnierlinie) nach hinten (Hinterkante).

Der ursprünglich eingesetzte Union Jack
Die Erste Version der RFC-Kokarde
Die kontrastreichere Version (ab 1916)
Die „Low visibility"-Variante“ für Nachteinsätze
Die Farbgebung auf den Seitenrudern
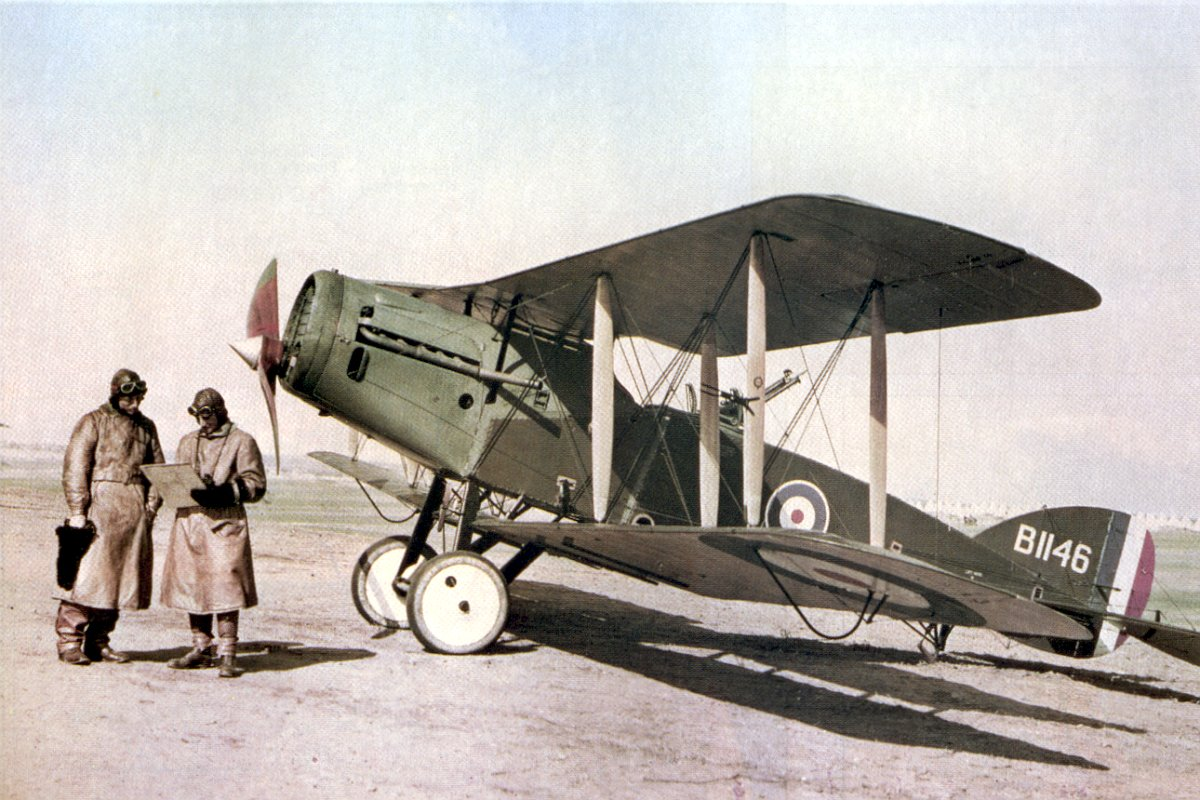
Eine Bristol F2B mit den Markierungen von 1918

## Flotte
Das RFC und der RNAS setzten folgende Flugzeuge ein:
- Airco DH2, DH4, DH5 und DH9
- Armstrong Whitworth F.K.3
- Avro 504
- Blériot Aéronautique Experimental 2a, 2b, 2c
- Bristol F2A, F2B, Scout
- Handley Page O/400
- Martinsyde G.100
- Morane-Saulnier Bullet, Biplane, Parasol
- Nieuport Scout, 17, 23 und 27
- Royal Aircraft Factory SE5, BE2, BE12, FE2, FE8, RE7 und RE8
- Sopwith Aviation Company Baby, Camel, Dolphin, Pup, Snipe, 1½ Strutter
- Société de Production des Aéroplanes Deperdussin S.VII und S.XIII
- Vickers FB5

## Zusammenfassung und Einsatzstatistik
Bei seiner Gründung (1912) dienten im Royal Flying Corps 133 Offiziere. Am Ende dieses Jahres verfügte das RFC über 12 bemannte Ballons und 36 Flugzeuge. Bis zum Beginn des Ersten Weltkriegs im Jahr 1914 wuchs das Corps auf rund 2.073 Mann an.
Elf Angehörige erhielten während des WWI das Victoria-Kreuz. Mehr als 1000 Piloten galten als „Asse“, wobei zu beachten ist, dass die britischen Kriterien zur Bestätigung von Luftsiegen im Vergleich zu denen aus Deutschland oder Frankreich viel niedriger waren, und nicht modernen Standards entsprechen.
Am Ende des Krieges waren 5.182 Piloten im Einsatz (was 2 % des gesamten Personals entspricht). Die Verluste des RFC / RNAS von 1914 bis 1918 beliefen sich auf insgesamt 9.378 Tote oder Vermisste und 7.245 Verwundete. Es wurden rund 900.000 Flugstunden verzeichnet, bei denen unter anderem 6.942 Tonnen Bomben abgeworfen wurden. Das RFC meldete, dass etwa 7.054 deutsche Flugzeuge und Ballons entweder zerstört, oder abgeschossen wurden, bzw. „außer Kontrolle gerieten“.
Bei der Umwandlung zur Royal Air Force (RAF) hatte das RFC einen Personalstamm von 114.000 Mann und verfügte über mehr als 4000 Kampfflugzeuge.